# Jaide Stepter Baynes
Jaide Stepter Baynes (* 25. September 1994 in Santa Ana, Kalifornien als Jaide Stepter) ist eine US-amerikanische Leichtathletin, die sich auf den Sprint spezialisiert hat. Ihren größten sportlichen Erfolg feierte sie im Jahr 2022 mit dem Gewinn der Goldmedaille in der 4-mal-400-Meter-Staffel bei den Weltmeisterschaften in Eugene.

## Sportliche Laufbahn
Jaide Stepter Baynes absolvierte ein Studium an der University of Southern California und sammelte 2016 erste Erfahrungen bei internationalen Meisterschaften, als sie bei den U23-NACAC-Meisterschaften in San Salvador in 52,51 s die Silbermedaille im 400-Meter-Lauf hinter der Jamaikanerin Chrisann Gordon und siegte in 3:28,45 min mit der US-amerikanischen 4-mal-400-Meter-Staffel. Im Jahr darauf gewann sie bei den IAAF World Relays 2017 in Nassau in 3:17,29 min die Silbermedaille in der Mixed-Staffel. Bei den IAAF World Relays 2019 in Yokohama wurde sie in 3:27,65 min Zweite in der 4-mal-400-Meter-Staffel. Anschließend siegte sie bei den Panamerikanischen Spielen in Lima in 3:26,46 min gemeinsam mit Lynna Irby, Anna Cockrell und Courtney Okolo im Staffelbewerb und wurde über 400 Meter im Finale disqualifiziert. 2022 siegte sie in 51,43 s bei den USATF Golden Games über 400 Meter und verhalf der US-amerikanischen Mannschaft bei den Weltmeisterschaften in Eugene zum Finaleinzug und trug damit zum Gewinn der Goldmedaille bei. Anschließend siegte sie bei den NACAC-Meisterschaften in Freeport in 3:23,54 min gemeinsam mit Kaylin Whitney, Kyra Jefferson und A’Keyla Mitchell in der Frauenstaffel sowie in 3:12,05 min gemeinsam mit Quincy Hall, Ismail Turner und Kaylin Whitney in der Mixed-Staffel. Daraufhin siegte sie in 51,43 s beim 35. Meeting Città di Padova und anschließend in 51,32 s bei der Hungarian GP Series - Pápa.

## Persönliche Bestzeiten
- 200 Meter: 22,80 s (+1,6 m/s), 24. März 2018 in Prairie View
  - 200 Meter (Halle): 23,05 s, 11. Februar 2022 in Albuquerque
- 400 Meter: 50,63 s, 5. Juli 2018 in Lausanne
  - 400 Meter (Halle): 52,22 s, 12. März 2016 in Birmingham
- 400 m Hürden: 54,95 s, 10. Juli 2016 in Eugene